# Stephen Bowen
Stephen Gerard Bowen (Cohasset, 13 febbraio 1964) è un astronauta statunitense.
Nel 2000 divenne il primo ufficiale sottomarino ad essere selezionato come astronauta dalla NASA. Partecipò a tre missioni Shuttle STS-126 (2008), STS-132 (2010), STS-133 (2011) come Specialista di missione e una missione di lunga durata SpaceX Crew-6 (2023) come comandante prendendo parte all'Expedition 68/69 a bordo della Stazione spaziale internazionale.

## Biografia

### Formazione e carriera militare
Dopo essersi laureato in ingegneria elettrica all'United States Naval Academy nel 1986, partecipò all'addestramento triennale sottomarino a bordo dei USS Parche e USS POGY. Continuò poi gli studi conseguendo un Master in ingegneria oceanica nel programma congiunto MIT/Woods Hole Oceanographic Institution nel 1993. Poco dopo prese servizio al sottomarino USS Augusta come ufficiale ingegnere, qualificandosi per il Comando di sottomarini a propulsione nucleare. Nel 1997 iniziò a lavorare allo United States Special Operations Command (USSOCOM) presso l'Office of Plans and Policy e il Future Concepts Working Group dell'USSOCOM. Per 9 mesi, nel 1999, Bowen fu ispettore Reactor and Propulsion per il Submarine Board of Inspection and Survey (INSURV) della Marina. Nel maggio 2000 diventò il primo Executive Officer della Pre‐Commissioning Unit Virginia (SSN 774), il primo dei nuovi sottomarini della classe Virginia.

### Carriera come astronauta

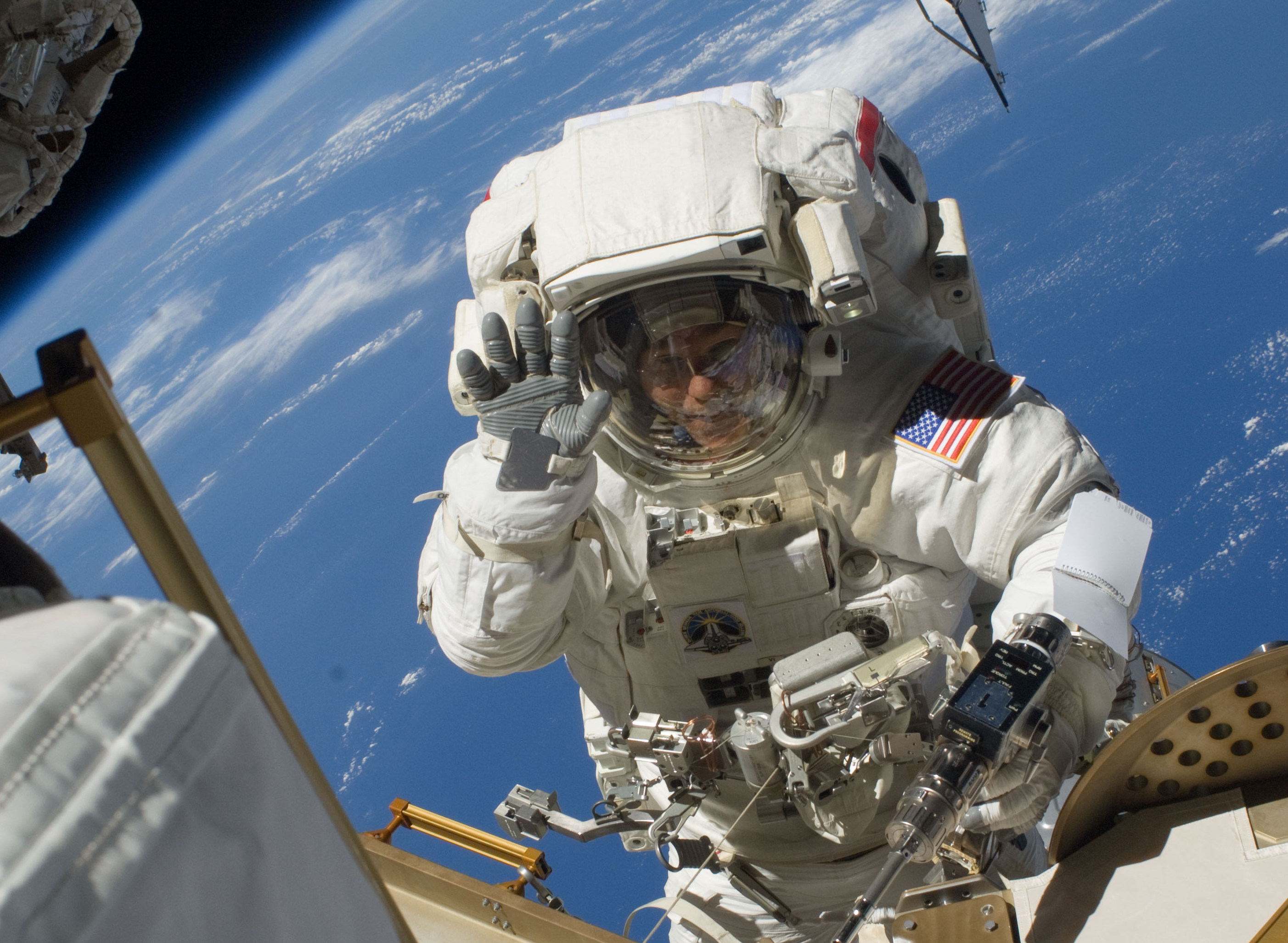
Bowen durante un'attività extraveicolare (EVA) durante l'STS-132

Nel luglio 2000, quando venne selezionato come candidato astronauta del Gruppo 18, Bowen divenne il primo Ufficiale Sottomarino ad essere selezionato dalla NASA. Dopo aver completato l'addestramento di base di due anni, gli vennero assegnati compiti tecnici nella Divisione delle Operazioni della Stazione Spaziale Internazionale dell'Ufficio astronauti. Bowen era stato inizialmente assegnato all'equipaggio della STS-124 ma venne poi rimosso per permettere la rotazione degli equipaggio della Stazione Spaziale Internazionale. Nel 2018 venne assegnato all' equipaggio di riserva della Sojuz MS-16 e all'equipaggio principale della Sojuz MS-17. Dopo aver svolto i suoi compiti di membro di riserva della Sojuz MS-16 nell'aprile 2020, venne sostituito dall'astronauta Kathleen Rubins nell'equipaggio principale della Sojuz MS-17. Nell'aprile 2022 fu comandante di riserve della missione SpaceX Crew-4.

#### STS-126
Partì per la sua prima missione spaziale il 14 novembre 2008 come Specialista di missione dello Space Shuttle Endeavour durante la missione STS-126 verso la Stazione Spaziale Internazionale. Nei 16 giorni di missione vennero consegnati e installati sulla ISS due Crew Quater, un nuovo bagno Waste and Hygiene Compartment, un tavolo da cucina e la macchina per esercizi ginnici ARED. Vennero inoltre svolte quattro attività extraveicolare per la sostituzione di hardware esterno alla ISS e per lubrificare il SARJ dei pannelli solari; di queste Bowen ne svolse tre, accumulando quasi 20 ore di EVA. Lo shuttle Endeavour e il suo equipaggio si sganciarono dalla ISS il 28 novembre, atterrando alla Base aerea Edwards due giorni dopo.

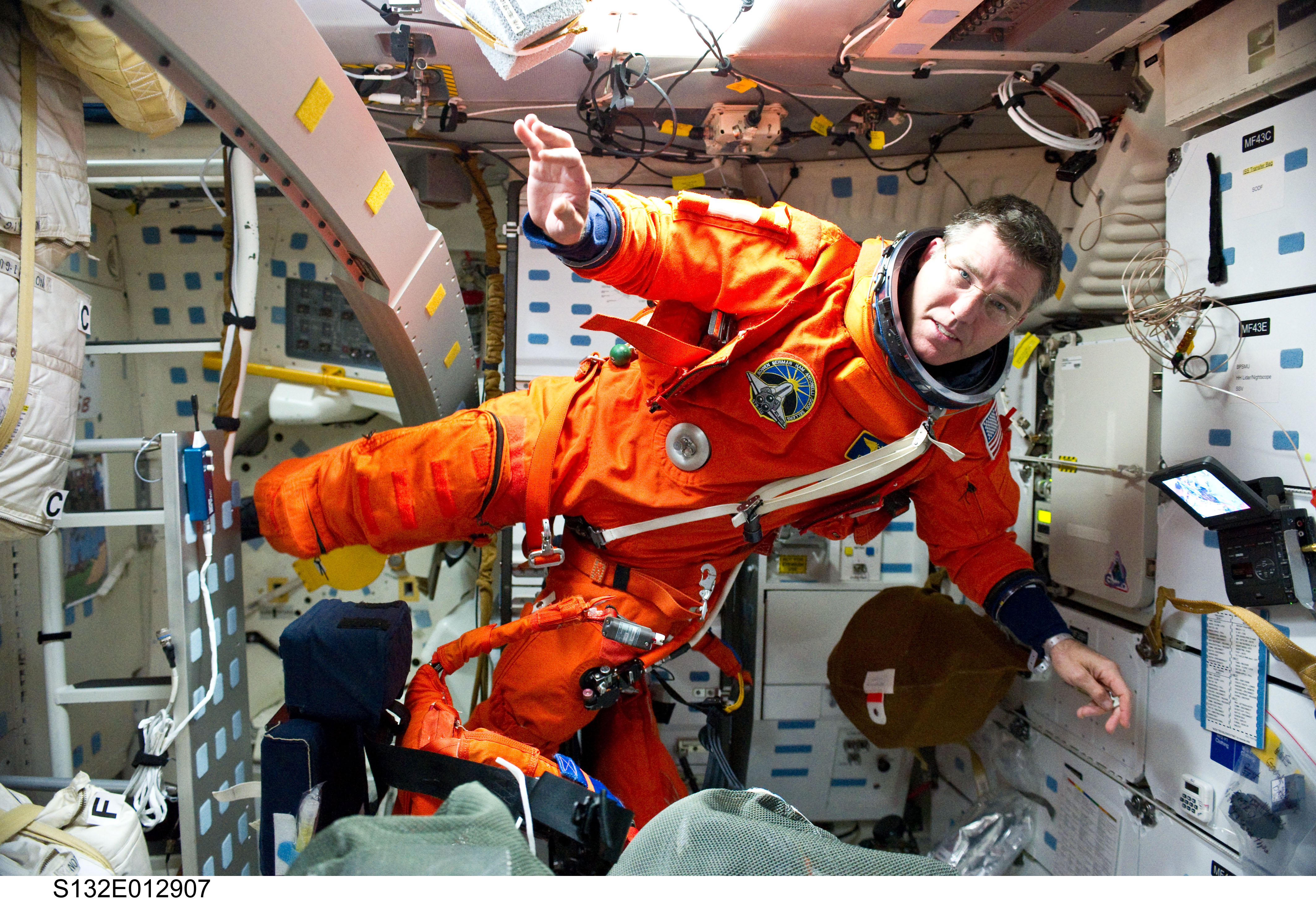
Bowen con addosso la tuta Advanced Crew Escape Suit (ACES) nel ponte intermedio dello Space Shuttle Atlantis poco prima dell'atterraggio della missione STS-132

#### STS-132
Il 14 maggio 2010 tornò nello spazio a bordo dell'Space Shuttle Atlantis per la missione STS-132 verso la ISS. L'obiettivo principale della missione era la consegna e installazione di un Integrated Cargo Carrier (ICC) e del modulo russo Rassvet. Vennero svolte tre attività extraveicolari, di cui due eseguite da Bowen, per installare l'ICC e la sostituzione di batterie nel segmento P6. Dopo 11 giorni di missione, l'equipaggio atterrò il 26 maggio 2010 sulla pista 33 del NASA Shuttle Landing Facility.

#### STS-133
Il 24 febbraio 2011 partì per la sua terza missione a bordo dello Space Shuttle Discovery per la missione STS-133, dopo cinque posticipi del lancio per diversi problemi allo Shuttle. Inizialmente alla missione era stato assegnato Timothy Kopra, ma a causa dell'infortunio di quest'ultimo avvenuto pochi mesi prima del lancio, Bowen prese in suo posto. Si trattò della penultima missione Shuttle, durante la quale vennero consegnati il Permanent Multipurpose Module (PMM) Leonardo, un Multi-Purpose Logistics Module modificato per essere installato permanentemente sulla ISS,  e il quarto Express Logistics Carrier (ELC) alla ISS. Le due attività extraveicolari della missione vennero svolte da Bowen e Alvin Drew; Bowen accumulò 47 ore all'esterno della ISS e 40 giorni nello spazio.

#### SpaceX Crew-6 (Expedition 68/69)
Il 16 dicembre 2021 venne assegnato alla missione SpaceX Crew-6 con il ruolo di comandante per partecipare alla missione di lunga durata Expedition 68/69 a bordo della Stazione spaziale internazionale. Dopo essere stato lanciato a bordo della navicella spaziale Crew Dragon Endeavour dal Kennedy Space Center il 2 marzo 2023, raggiunge la Stazione spaziale internazionale il giorno successivo congiungendosi agli altri membri dell'Expedition 68. Durante la sua permanenza in orbita svolse attività scientifica, supervisionò l'arrivo e le partenze dei veicoli di rifornimento statunitensi, svolse tre attività extraveicolari e comandò le operazioni di spostamento della Crew Dragon Endeavour dal boccaporto zenith a quello anteriore del modulo Harmony. Dopo 185 giorni di missione, a bordo della navicella Endeavour, lasciò la ISS e fece ritorno sulla Terra il giorno successivo, ammarando nell'Oceano Atlantico.